# Zwischen den Welten (Album)
Zwischen den Welten ist ein 2018 erschienenes Musikalbum der deutschen Gruppe Pur.

## Entstehung und Veröffentlichung
Die Lieder des Albums Zwischen den Welten entstanden von 2017 bis 2018. Die Covergestaltung stammt von GoodGoodNotBad.
Zwischen den Welten erschien am 14. September 2018. Themen des Albums sind unter anderem der Wechsel zwischen Welten wie vom Wohnzimmer auf die Bühne, zufällige Liebe wie bei der Single Beinah, Zusammengehörigkeit wie bei der Single Zu Ende träumen und „Momente im Leben, auf die es Wirklich ankommt“. Weiterhin wird im Lied Freund und Bruder die Krebserkrankung des Bandmitglieds Ingo Reidl verarbeitet.
Ab Ende November 2018 ging die Gruppe auf Album-Tournee, beginnend am 30. November in der SAP-Arena in Mannheim.

## Titelliste
1. Beinah – 3:20
2. Zwischen den Welten – 3:34
3. Zu Ende träumen – 3:29
4. Licht ins Dunkel – 4:57
5. Verboten schön – 3:09
6. Energie – 4:23
7. Auf alles was noch kommt – 4:10
8. Weißt Du nicht – 3:49
9. Affen im Kopf – 3:23
10. Freund und Bruder – 4:32
11. Planet der Affen – 1:30
12. Fixstern – 3:53
13. Gasthaus – 5:12
14. Zu Ende träumen (Pur & Friends-Version) – 3:34